# Катана, Иван Антонович
Иван Антонович Катана (9 августа 1923, село Плетёный Ташлык, Одесская губерния — 3 сентября 1992, там же) — разведчик взвода пешей разведки 289-го гвардейского стрелкового полка, гвардии красноармеец — на момент представления к награждению орденом Славы 1-й степени.

## Биография
Родился 9 августа 1923 года в селе Плетёный Ташлык (ныне — в Кировоградской области). Украинец. Окончил 5 классов, после работал в колхозе.
В Красной Армии с марта 1943 года. В марте 1944 года направлен на фронт разведчиком взвода пешей разведки 289-го гвардейского стрелкового полка 97-й гвардейской стрелковой дивизии. В составе 5-й гвардейской армии 1-го Украинского фронта участвовал в Уманско-Ботошанской и Львовско-Сандомирской операциях.
25 августа 1944 года гвардии красноармеец Катана с группой разведчиков в семь человек проник в расположение противника. Внезапной атакой с тыла бойцы овладели высотой севернее населённого пункта Печоноги. В бою они подавили три огневые точки, истребили 20 вражеских солдат, одного взял в плен. Приказом командира 97-й гвардейской стрелковой дивизии от 3 сентября 1944 года за мужество, проявленное в боях с врагом, гвардии красноармеец Катана награждён орденом Славы 3-й степени.
5 октября 1944 года в ходе боёв на Сандомирском плацдарме И. А. Катана, находясь вместе с бойцами в поиске в тылу противника в районе населённого пункта Стефанувек, из автомата сразил несколько противников. В критический момент боя прикрыл огнём отходящих разведчиков, чем содействовал выполнению боевой задачи.
Приказом по 5-й гвардейской армии от 27 октября 1944 года гвардии красноармеец Катана награждён орденом Славы 2-й степени.
В январе 1945 года в ходе Сандомирско-Силезской операции 97-я гвардейская стрелковая дивизия вышла к городу-крепости Бреслау.
27 января Катана в составе разведывательной группы в районе населённого пункта Розенхайни захватил тягач и автомашину противника, уничтожив при этом 15 противников.
29 января, находясь в разведке у населённого пункта Вюстебризе, в бою из автомата истребил семерых вражеских солдат.
Указом Президиума Верховного Совета СССР от 27 июня 1945 года за мужество, отвагу и героизм, проявленные в борьбе с захватчиками, гвардии красноармеец Катана Иван Антонович награждён орденом Славы 1-й степени.
В дальнейшем принимал участие в боях по окружению бреславской группировки и ликвидации группировки противника в городе Оппельн, Берлинской и Пражской операциях. В 1947 году гвардии старшина Катана был демобилизован, после чего вернулся в родное село. Работал трактористом, учётчиком в тракторной бригаде, пчеловодом, диспетчером в совхозе «Кировоградский». Отмечен медалью ВДНХ СССР. Умер 3 сентября 1992 года и похоронен в родном селе.
Награждён орденами Отечественной войны 1-й степени, Славы 1-й, 2-й и 3-й степени, медалями.